# Capotreno

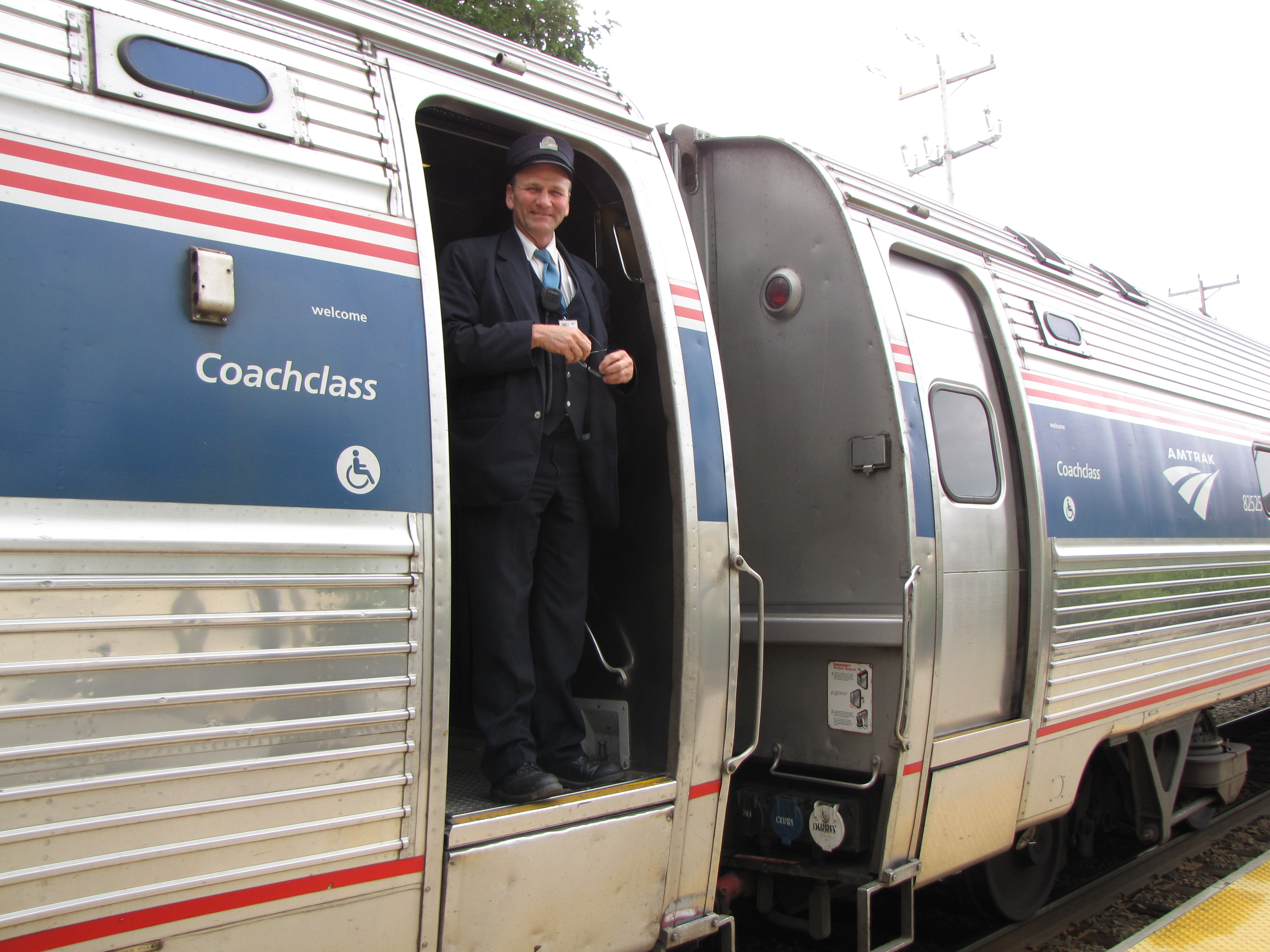
Un capotreno negli Stati Uniti

Il capotreno, in Italia, è il responsabile della regolarità del servizio svolto a bordo dei treni viaggiatori, sia per quanto concerne la parte commerciale che la parte relativa alla sicurezza di esercizio.
La qualifica di "capotreno" viene rilasciata a seguito del superamento di esami, scritti, orali e pratici, che comprovino la preparazione per tale qualifica. Almeno una volta all'anno il capotreno svolge una visita di idoneità fisica ed effettua continui corsi di aggiornamento professionali specifici con prova di verifica finale che accerti la preparazione.

## Competenze di sicurezza
Il capotreno, nello svolgimento delle sue mansioni di controlleria, è equiparato a un pubblico ufficiale: nei suoi confronti vale la tutela prevista dagli art. 336 e 337 del Codice penale in caso di minaccia, resistenza o violenza.
In condizioni di normalità, ove previsto, il capotreno:
- verifica l'efficienza del sistema di frenatura dei convogli mediante la prova del freno continuo automatico disciplinata dal MMIEFCA;
- verifica la completa funzionalità e la presenza dei sigilli delle porte dei convogli
- si occupa della ispezione dei convogli, interna ed esterna, al fine di rilevare eventuali anormalità al materiale rotabile (ad esempio graffiti, danneggiamenti, rotture) oppure inefficienze dei sistemi di climatizzazione, antincendio e provvede a segnalarlo nei modi d'uso alla sala operativa e ai viaggiatori.
- verifica la corretta compilazione e congruenza con il materiale rotabile assegnato del kit documentale sul tablet di servizio
- di concerto con il macchinista prova il citofono di emergenza nei convogli a più unità sprovvisti di passaggio intercomunicante tra di esse (es. Minuetto in composizione multipla)
- aziona di iniziativa la maniglia RAR[1] nelle stazioni ove è presente l'attraversamento a raso dei binari e controlla la regolarità della coda se incaricato dal macchinista
- vigila sul corretto funzionamento, in corso di viaggio, degli apparati antislittanti e antincendio
- concede il pronti al macchinista una volta terminato il servizio viaggiatori e verificato l'ottenimento dell'autorizzazione al movimento

In caso di anormalità inerenti alla circolazione ferroviaria, il capotreno:
- coadiuva il macchinista nella manovra dei deviatoi in caso di mancanza di controllo, una volta ricevute dal Regolatore della circolazione le prescrizioni di movimento
- accede all'Ufficio Movimento delle stazioni impresenziate su linee in telecomando di tipo CTC tradizionale e comunica con apposito modulo le condizioni degli enti di linea protetti dai segnali di partenza della stazione, oltre alle condizioni rispetto alla libertà della via e dell'eventuale presenza o mancanza del controllo di deviatoi ubicati in linea. Nello stesso ufficio gli può essere richiesto di azionare la maniglia Comando Locale di Emergenza.
- in caso di indisponibilità da parte del formatore treno di produrre un kit documentale, compila manualmente il BFC cartaceo e l'M40 tecnico da consegnare al macchinista
- se rilevasse una porta aperta in corso di viaggio fa intervenire la frenatura di emergenza e lancia il Segnale di Prudenza generalizzato per rallentare la circolazione (sospetta caduta viaggiatore dal treno)
- valuta la fattibilità di un trasbordo di viaggiatori lungo la linea nei casi previsti
- valuta le condizioni di affollamento e sovraffollamento e informa la sala operativa
- in caso di investimento di una persona si rende disponibile ai soccorsi ed effettua una prima ricognizione

## Competenze commerciali
Il capotreno nell'esercizio delle funzioni di controlleria è equiparato a un pubblico ufficiale. Si occupa del controllo dei titoli di viaggio relativamente a validità, convalida ove previsto, percorso, ammissibilità del titolo di viaggio/delle riduzioni alla categoria del treno scortato. Applica le sanzioni, in caso di mancanza di biglietto o di richiesta di emissione a bordo o di mancata convalida, previste dalla normativa commerciale nazionale (treni a lunga percorrenza) oppure dalla normativa commerciale regionale (treni regionali). Il capotreno è a disposizione dei viaggiatori per informazioni commerciali o inerenti alla sicurezza a bordo. Inoltre è tenuto ad applicare il regolamento di Polizia ferroviaria (DPR 753/1980) che prevede, tra le altre, oblazioni per attraversamento binari, utilizzo improprio di sistemi di sicurezza (es. freno di emergenza), ecc...